# ورزشگاه چوآ چو کانگ
ورزشگاه چوآ چو کانگ (به لاتین: Choa Chu Kang Stadium) یک ورزشگاه در سنگاپور است که در چوآ چو کانگ واقع شده‌است.